# Dražan Jerković
Pour les articles homonymes, voir Jerković.
Dražan Jerković, né le 6 août 1936 à Šibenik (royaume de Yougoslavie) et mort le 9 décembre 2008 à Zagreb (Croatie), est un footballeur et un manager yougoslave, originaire de Croatie.

## Biographie
Dražan Jerković connait son heure de gloire au début des années 1960, lorsque la Yougoslavie obtient de grands résultats internationaux.
Lors de l'Euro 1960, il marque deux buts en demi-finale contre la France. Son équipe l'emporte 5-4, avant de perdre en finale 2-1, après prolongation, contre l'URSS.
Deux ans plus tard, il marque 4 buts (cinq selon les sources) lors de la coupe du monde, au cours de laquelle la Yougoslavie atteint les demi-finales.
Jerković brille aussi en club, puisqu'il est l'auteur de 300 buts en 315 matches avec le Dinamo Zagreb, ce qui fait une moyenne de 0.95 but par match.
En 1990, il devient le premier sélectionneur de l'équipe de Croatie, poste qu'il occupe jusqu'en 1992.

## Carrière de joueur
- 1954-1965 : Dinamo Zagreb
- 1965 : La Gantoise

## Palmarès de joueur
- Finaliste du championnat d'Europe des nations en 1960.
- Demi-finaliste de la Coupe du monde en 1962.
- Champion de Yougoslavie en 1958.
- Vainqueur de la Coupe de Yougoslavie en 1960 et 1965.
- Meilleur buteur du Championnat d'Europe 1960 avec deux buts.
- Meilleur buteur de la Coupe du monde 1962 avec quatre buts.
- Meilleur buteur du Championnat de Yougoslavie en 1962 avec 16 buts.

## Carrière d'entraîneur
- 1990-1992 :  Croatie